# Puzzeltijd (Nederland)
Puzzeltijd was een dagelijkse interactieve live quiz die zeven jaar werd uitgezonden op de Nederlandse zenders RTL 4, RTL 5, Yorin en het voormalige Veronica. De laatste aflevering was op 30 juni 2006.
Vanaf 3 juli 2006 was Puzzeltijd nog wel te zien, maar niet meer met kandidaten. Sanne Heijen speelde met de kijker alleen belspellen. Het programma liep nog enkele weken tot eind juli en werd uitgezonden om 12.55 op RTL 4.

## Geschiedenis
De quiz startte in april 1999 als de opvolger van het spelprogramma Zomerkampioen op RTL 5, RTL 4 en Veronica. Later in 2000 verhuisde het programma naar het toenmalige Veronica (later Yorin). De uitzendtijden waren toen nog 10 of 11 uur 's morgens. In oktober 2001 verhuisde de complete Call TV-programmering (waar Puzzeltijd ook onder viel) naar RTL 4. Het programma kreeg een vast tijdstip om 12:30 uur. In 2006 is de programmering helemaal omgegooid. Het programma kreeg vanaf 2 januari een nieuw tijdstip: 10:45 uur op RTL 4.
Het programma werd geproduceerd door Endemol Nederland B.V.
Tevens heeft Puzzeltijd ooit een kinderversie gehad, Puzzeltijd Kids.
Het programma werd in 2003 uitgezonden op zaterdagen bij RTL 4, gepresenteerd door Marilou le Grand. Sinds 2005 heeft het programma ook een eigen internetsite. Op de site kan men spellen spelen en daarmee prijzen winnen. Ook is het mogelijk om de dagpiramide te spelen. Het programma heeft een eigen puzzelblad gehad. Het Puzzeltijd - Magazine werd in de periode april/december 2005 uitgegeven door Denksport B.V.. Door de vele bezuinigingen van RTL werd in mei 2006 bekend dat Puzzeltijd na zeven jaar het veld moest ruimen. De laatste aflevering was te zien op 30 juni 2006 op RTL 4.

## Presentatoren
In de loop der jaren heeft Puzzeltijd een scala aan presentatoren gekend.
- Stella Gommans (1999 - 2003), presenteerde ook House Vision, Bestemming Nederland, Jetsetters en danste in Dancing On Ice
- Lucille Werner (1999 - 2001), presenteerde ook Get the Picture, Lingo en Dierentolk
- Kim-Lian van der Meij (2001 - 2002), presenteerde later de Kids Top 20 bij Jetix
- Ellemieke Vermolen (2002), presenteerde ook Shownieuws
- John Williams (1999 - 2000), presenteerde ook Help mijn man is klusser!, House Vision en danste in Dancing On Ice
- Monique Hugen (2003 - 2005)
- Odette Simons (2004 - 2005), presenteerde ook Van Rommelzolder tot Droomhuis
- Arlette Adriani (2003 - 2004), presenteerde ook SBS Games, SBS Sport
- Valerie Zwikker (2002 - 2003) presenteerde ook De kans van je leven en op RNN7 De Vakantievrouw
- Sanne Heijen (2003 - 2004 en 2005 - 2006)
- Jeremy Sno (2004 - 2005), speelde in The Lion King Musical
- Kevin Brouwer (2004 - 5 afleveringen)
- Marilou le Grand (2002 - 2003), presenteerde ook TV Makelaar
- Lutein van Kranen (2004 - 2005) (invalpresentatie - presenteerde ook andere interactieve programma's en later werkte ze voor het jongerenprogramma Meetingpoint)
- Doesjka Dubbelt (2002) (invalpresentatie - enkele afleveringen), presenteerde ook Lijn 4
- Denise Koopal (2004 -2005), presenteerde ook 5 Live!
- Dounia Lkoundi (2006)
- Jacqueline Vizee (2006)
- Nick Nielsen (1 aflevering, mei 2006), presenteerde ook Lijn 4

## Programmainhoud
In de quiz strijden vier kandidaten tegen elkaar. Steeds spelen twee kandidaten twee spellen tegen elkaar. Zij nemen het tegen elkaar op door middel van kruiswoordpuzzels, koppelwoorden en vele andere woordspelletjes. Uiteindelijk blijven er twee kandidaten over die in de halve finale strijden om de grote finaleplaats. De winnaar wordt in de grote finale onderworpen aan het Piramidespel. In deze finale valt er een bedrag te verdienen van maximaal 1000 euro. In het eerste seizoen van Puzzeltijd werd als eerste spel met de kandidaten "1 uit 4" gespeeld. Het spel hield in dat er vier woorden in beeld kwamen, waarvan er één niet bij hoorden. Vanaf september 2000 werd dit spel vervangen door het bekendere spel "lettergrepen". Tot 2003 werden altijd standaard de spellen "lettergrepen" als eerste ronde en "kruiswoord" als tweede ronde gespeeld, en dan als halve finale "koppelwoord". Als finale had je alleen "Piramide", maar sinds 2003 werd voor de eerste twee rondes ook weleens spellen gespeeld als "Huzzle" of "Woordzoeker". Als variatie op de halve finale kregen de kandidaten "4 Clue", en in de finale werd vanaf 2003 afwisselend met de piramide, het spel "8 Clue" gespeeld. Ook voor de kijker thuis is er geld te verdienen. Tijdens de uitzending worden er verschillende belspellen gespeeld, waarmee prijzen te winnen zijn.

## Spellen van Puzzeltijd
- 1 uit 4 (april 1999 - september 2000)
- Kruiswoordpuzzel (april 1999 -eind)
- Atword (vanaf 2003)
- Piramide (vanaf 1999)
- Woordzoeker (vanaf 2003)
- Koppelwoord (vanaf september 2000)
- 8 Clue (vanaf 2003)
- 4 Clue (vanaf 2003)
- Lettergrepenspel (vanaf september 2000)
- Huzzle (vanaf september 2000)
- Lettergek (vanaf 2003)

## Belspellen van Puzzeltijd

### Piramide
De kijkers krijgen een piramide te zien waaraan één woord ontbreekt. Met één extra letter moeten zij met de letters van het bovenstaande woord het nieuwe woord vormen. Het antwoord kan tijdens de uitzending live worden doorgebeld om zo kans te maken op de prijs.

### Adword
De kijkers krijgen drie Nederlandse woorden te zien. Achter of voor elk woord staan steeds hetzelfde aantal puntjes. De bedoeling is om op die puntjes drie keer hetzelfde woord in te vullen waardoor er drie nieuwe woorden ontstaan. Ook nu kan het antwoord live tijdens de uitzending doorgebeld worden.
Voorbeeld:
```
BAK fiets
fiets BAND
WATER fiets
```

### Woordzoeker
De kijkers krijgen een woordveld van 25 letters te zien. In dit veld bevindt zich een woord van een nog te bepalen aantal letters. Met een categorie in beeld en enkele aanwijzingen van de presentator/presentatrice is het aan de kijkers om achter het antwoord te komen. Het antwoord kan ook dit keer weer doorgebeld worden tijdens de uitzending.

## Buitenland
Aan 22 andere landen is het format van "Puzzeltijd" verkocht.
| Naam              | Land                | Zender   |
| ----------------- | ------------------- | -------- |
| Quem Quer Ganha   | Portugal            | TVI      |
| Tele Gra          | Polen               | TVN      |
| Puzzle Time       | Italië              | La7      |
| Ordjakten         | Zweden              | TV4      |
| Puzzeltijd        | België              | VTM      |
| Le Mot Gagnant    | België              | RTL-TVI  |
| El que sabe, sabe | Chili               | UCV TV   |
| BrainTeaser       | Verenigd Koninkrijk | Five     |
| Jatekido          | Hongarije           | Tv2      |
| Rompeca Bezas     | Spanje              | onbekend |
| Rompe Coco        | Venezuela           | Televen  |
| Алло, ТВ          | Rusland             | ТВЦ      |
| Chìa Khóa Vàng    | Vietnam             | DVTV     |
| Ô Chữ Vàng        | Vietnam             | CVTV2    |
| Chơi Chữ          | Vietnam             | HanoiTV  |
| Kuis Teka-Teki    | Indonesië           | TPI      |